# 5772 Johnlambert
Az 5772 Johnlambert (ideiglenes jelöléssel 1988 LB) a Naprendszer kisbolygóövében található aszteroida. Eleanor F. Helin fedezte fel 1988. június 15-én.